# Babinec (okres Rimavská Sobota)
Babinec (Babaluska, Babarét) je obec na Slovensku v Banskobystrickém kraji. Nachází se v okrese Rimavská Sobota, 18 km severně od města Rimavská Sobota. Žije zde 66 obyvatel.

## Poloha obce
Obec leží na severovýchodě Slovenského rudohoří na plošině mezi Rimavskou kotlinou a potokem Papča, v nadmořské výšce 419 metrů a má rozlohu 491 hektarů. K částem obce patří i Babinský mlýn a osada Klínové. Krajina kolem Babince není silně zalesněná, hlavně v severní části je oblast s převládajícím smíšeným dubovo-bukovým lesem.

## Dějiny
První osídlení oblasti okolí obce Babinec pochází z pozdní doby bronzové. Naleziště z jedné z kultur tohoto období se nacházejí u sousední obci Kyjatice. Současné osídlení obce Babinec vznikalo v průběhu 13. století.
První historická zmínka o současné obci pochází z roku 1407 (1407 Babalawka, 1413 Babaluchka, 1427 Babafalva). V 17. století patřila obec do vlastnictví šlechtických rodů Derenčinů a Séčiů, a posléze k muráňskému panství.
V roce 1427 bylo v obci obydleno 13 chalup, z nichž po tureckém pustošení v roce 1598 zůstalo pouze pět. V roce 1828 měla obec Babinec 270 obyvatel v 35 domech.
V obci se nachází klasicistní evangelický kostel z konce 18. století, ve kterém je ručně malovaný dřevěný kazetový strop s pozdně renesanční barokně-rustikální ornamentikou stylizovaných květů a listů. Varhany s ankátovou ornamentikou pocházejí z roku 1739, klasicistní zvonice s retardovanými prvky je z konce 18. století. Zvon ulil B. Stephanides z Lučence v roce 1813.

## Výroba
Obyvatelé obce se zabývali zemědělstvím, později pěstováním ovoce (hlavně jablek, švestek a hrušek). V zimním období se obyvatelé obce zabývali košíkářstvím, vyráběli dřevěné pracovní nářadí pro zemědělství a domácnost, jednoduché tkalcovské nářadí, dřevěné (dubové) vyřezávané skříně, bedny na uskladňování obilí, tkali látky a vyráběli koberce z trhaných textilií.
V současnosti v obci dominuje zemědělství a ovocnářství.